# Monastero di San Felice (Cliterniano)
Il monastero di San Felice fu un monastero benedettino distrutto forse da un terremoto nel 1125, situato in un'area dell'attuale basso Molise, vicino al torrente Saccione, nei pressi di Cliterniano, costruito probabilmente nello stesso luogo di Cliternia, secondo quanto viene scritto in un antico documento citato dal Pollidori ... quod non longe a Cliterniano situm erat . Poiché però Pollidori era un noto falsario, tutte le sue affermazioni sono ritenute oltremodo dubbie.